# Drepanoxiphus lanuginosus
Drepanoxiphus lanuginosus är en insektsart som beskrevs av Max Beier 1960. Drepanoxiphus lanuginosus ingår i släktet Drepanoxiphus och familjen vårtbitare. Inga underarter finns listade i Catalogue of Life.